# Коглан, Питер
Питер Коглан (англ. Peter Coghlan; род. 27 марта 1975, Дублин) — ирландский легкоатлет, специалист по барьерному бегу. Выступал за сборную Ирландии по лёгкой атлетике в 1990-х и 2000-х годах, многократный чемпион Ирландии, действующий рекордсмен страны на дистанциях 110, 60 и 50 метров с барьерами, участник летних Олимпийских игр в Сиднее.

## Биография
Питер Коглан родился 27 марта 1975 года в Дублине, Ирландия. Учился в средней школе для мальчиков Belvedere College, лёгкой атлетикой занимался в столичном клубе Crusaders Athletic Club.
В 1996 году впервые стал чемпионом Ирландии в беге на 110 метров с барьерами, с этого момента в течение многих последующих лет входил в число сильнейших барьеристов страны, в составе ирландской сборной регулярно выступал на крупных международных стартах.
В 1997 году в 110-метровом барьерном беге дошёл до полуфинала на молодёжном европейском первенстве в Турку, стартовал на чемпионате мира в Афинах.
В 1998 году среди прочего бежал 110 метров с барьерами на чемпионате Европы в Будапеште, не смог пройти дальше предварительного квалификационного этапа.
В 1999 году установил ныне действующие национальные рекорды Ирландии в беге на 60 и 110 метров с барьерами — 7,57 и 13,30 соответственно. Выступил на чемпионате мира в помещении в Маэбаси, занял четвёртое место на Всемирной Универсиаде в Пальме, дошёл до полуфинала на чемпионате мира в Севилье.
Благодаря череде успешных выступлений в 2000 году удостоился права защищать честь страны на летних Олимпийских играх в Сиднее — в программе бега на 110 метров с барьерами остановился на стадии четвертьфиналов.
В 2001 году на соревнованиях в немецком Зиндельфингене установил ныне действующий национальный рекорд Ирландии в беге на 50 метров с барьерами — 6,56. Стал полуфиналистом на чемпионате мира в помещении в Лиссабоне и на чемпионате мира в Эдмонтоне.
В 2002 году занял шестое место на чемпионате Европы в помещении в Вене, стартовал на чемпионате Европы в Мюнхене.
В 2003 году отметился выступлением на чемпионате мира в Париже.
В 2005 году бежал 60 метров с барьерами на чемпионате Европы в помещении в Мадриде и 110 метров с барьерами на чемпионате мира в Хельсинки.
Завершил спортивную карьеру по окончании сезона 2012 года.